# Спиры
Спиры — деревня в Воронцовской волости Островского района Псковской области.
Расположена в 54 км к востоку от города Острова и в 8 км к северо-востоку от волостного центра, деревни Шики.

## Население
| 2001 | 2002 | 2010 |
| ---- | ---- | ---- |
| 182  | ↘146 | ↘109 |

Численность населения деревни по состоянию на 2000 год составляет 182 жителя.

## История
До апреля 2015 года деревня входила в состав Шиковской волости (до 1995 года — Шиковского сельсовета).